# Chris Czerapowicz
Christopher Czerapowicz, detto Chris (Göteborg, 15 settembre 1991), è un cestista svedese con cittadinanza statunitense, professionista in Europa.

## Palmarès
- Campionato svedese: 2

Södertälje: 2014-15, 2015-16